# Johann Beringer
Johann Bartholomäus Adam Beringer, auch (Johann) Barthel Adam Beringer (* um 1670 in Würzburg; † 11. April 1738 ebenda)  war ein deutscher Arzt, Spitalarzt und Professor der Medizin in Würzburg sowie Leibarzt des Fürstbischofs von Würzburg. Bekannt wurde Beringer vor allem durch einen Streich, den dem Sammler von Versteinerungen (genannt Beringersche Lügensteine) Studenten spielten.

## Leben
Johann(es) Barthel Adam Beringer war der Sohn und Nachfolger von Johann Ludwig Beringer (auch Behringer; † 1730), welcher am Würzburger Juliusspital etwa von 1667 oder 1669 bis 1700 als Erster Spitalarzt tätig war.
Sein Medizinstudium schloss er 1693 mit dem bestandenen Examen rigorosum ab. Er war ab dem 14. Dezember 1694 zunächst außerordentlicher (Professor quartus seu extraordinarius) und von 1703 bis zu seinem Tode 1738 ordentlicher Medizinprofessor an der Universität Würzburg, wo er auch als Professor der Botanik und der Zootomie (vergleichende Anatomie), Nachfolger von Philipp Wilhelm Virdung von Hartung und Dekan tätig war. Ab 1695 war er Gartenvorstand und im Sommer 1696 wurde er von dem Fürstbischof Johann Gottfried von Guttenberg mit dem Kauf von Pflanzen in „Holland“ und der Neubildung des auf dem Gelände des Juliusspitals gelegenen Botanischen Gartens (Hortus botanicus) beauftragt (1699 und 1799 erfolgten weitere Pflanzenkäufe in Frankfurt und Holland). Mit Lorenz Anton Dercum verfasste er dann 1722 einen Pflanzenkatalog des neuen von ihm eingerichteten Botanischen Gartens.
Als Erster Spitalarzt des Universitätskrankenhauses Juliusspital war er seit 1700 oder 1701 auch fürstbischöflicher Leibarzt. Er hielt auch Vorlesungen über Materia medica (seit 1714 auch über Rudimenta Chymicae), erwarb sich große Verdienste um das neugegründete Studenteninstitut des Juliusspitals und hielt 1729 im Juliusspital erstmals „klinischen Unterricht“ ab. In seinen letzten Lebensjahren war er vermutlich durch Krankheit geschwächt, hielt in seinem Haus aber noch seine Kollegien ab und wurde bis zu seinem Todesjahr besoldet. 1738 wurde er in der Franziskaner-Kirche in Würzburg begraben.
Sein Leben und sein zu der Frühaufklärung zählendes Lebenswerk ist überschattet durch die von ihm durch Abbildungen veröffentlichten Würzburger Lügensteine in der Lithographia Wirceburgensis (Würzburg 1726, mit neuem Titelblatt 1767).
Beringer, ein begeisterter Naturforscher, fand 1725 in einer Sandgrube der Gegend mehrere Versteinerungen, die ihn veranlassten 1726 ein Tafelwerk über dies vermeintlich neuartigen Versteinerungsformen unter dem Titel Lithographiae Wirceburgensis, ducentis lapidum figuratorum a potiori insectiformium prodigiosis imaginibus exornatae specime herauszugeben, das als Dissertation von dem in Würzburg geborenen, in Leiden ausgebildeten, ab 1737 als Professor für Anatomie und Chirurgie sowie Chemie und praktischen Medizin in Würzburg, vor allem jedoch theoretisch, tätigen Hochschullehrer und mehrfach als Dekan der Medizinischen Fakultät fungierenden Georg Ludwig Hueber (ab 1749 fürstbischöflicher Leibarzt; † 1768) verteidigt wurde (Huebers Sohn, der Kaufmann und Würzburger Bürgermeister Adam Joseph Hueber, 1708–1794, verwendete das Vermögen seines Vaters zur Einrichtung der wohltätigen Joseph Hueberspflege in der Kapuzinerstraße). Mit dem Fund war ihm jedoch von Studenten ein Streich gespielt worden, denn die Versteinerungen, die Beringer für echt hielt, waren von einem Steinmetz gefertigt und am Fundort vergraben worden. Beringer räumte später seine Täuschung ein. Seither ist in Wissenschaftskreisen die Redensart: „Es ist ihm wie Beringern gegangen“ oder „Es ist schon manchem gegangen wie Beringer“ für die sprichwörtliche Bedeutung: „Er ist betrogen worden.“
Der Fälschungsvorgang war vermutlich in eine Intrige der Jesuiten gegen den Würzburger Historiker Johann Georg von Eckhart eingebettet. Die sogenannten Würzburger Lügensteine wurden später begehrte Sammelobjekte.
Johann Christoph Ludwig Beringer (1709–1746), Universitätsprofessor in Heidelberg und Leibarzt des Speyerer Fürstbischofs, war sein Neffe.
Sein Nachfolger als Anatom und Botaniker wurde 1707 (bis 1721) der in Würzburg geborene Ordinarius für Anatomie und Botanik Johann Martin Anastasius Orth (1676–1755), sein Nachfolger als Erster Spitalarzt am Juliusspital wurde 1738/1739 Lorenz Anton Dercum, der ebenfalls (nachdem Valentin Scheidler Beringer im Jahr 1738 den Botanische Garten vertretungsweise versorgt hatte) von 1721 bis 1752 Vorstand des Botanischen Gartens war und Professor wurde.

## Publikationen
- Connubium Galenico-Hippocraticum, Sive Idaea Institutionum Medicinae Rationalium, Secundum Veterum & Recentiorum Sententias Compendiose Contractarum, In Qua Et Prima Rudimenta, & solidiora Fundamenta totius Medicinae distinctè & perspicuè ostenduntur. Bruggmayer, Regensburg; Hertz, Würzburg 1708. (Digitalisat)
- Dialipsis Hygiologico-Medica Inauguralis, Sive Tractatus de conservanda Corporis Humani viventis Sanitate, ad eandemque conservandam necessariis, & nonnecessariis Rebus. Hertz, Würzburg 1710. (Digitalisat)
- Lithographiae Wirceburgensis, ducentis lapidum figuratorum, a potiori insectiformium, prodigiosis imaginibus exornatae specimen primum, quod in dissertatione inaugurali physico-historica, cum annexis corollariis medicis, authoritate et consensu […]. Fuggart, Würzburg 1726 (Digitalisat); 2. Auflage Frankfurt/Leipzig 1767.
  - Deutsche Übersetzung durch Herbert Vossmerbäumer und Heide Vossmerbäumer 1988 (Privatdruck) nach der von Melvin E. Jahn und Daniel J. Woolf 1963 vorgenommenen Übersetzung ins Englische, abgedruckt auch in Naturwissenschaftliches Jahrbuch Schweinfurt. Band 7, 1989.
- mit Lorenz Anton Dercum: Plantarum quarundam exoticarum perennium in horto medico Herbipolensi munificentissima principali liberalitate anno R.S. MDCCXXI. noviter erecto reperiundarum catalogus […]. Würzburg (ohne Verlagsangabe) 1721; 2. Auflage ebenda 1722. (Digitalisat).
- Rudimenta mineralurgiae. Engmann, Würzburg 1734. (Digitalisat)
- Gründlich- und richtigste Untersuchung deren Kißinger Heyl- und Gesundheits-Brunnen, welche aus gnädigster Verordnung des hochwürdigsten ... Herrn Friderich Karl, Bischoffen zu Bamberg und Wirtzburg ... vorgenommen. Kleyer, Würzburg 1738. (Digitalisat)